# العلاقات اليمنية الغواتيمالية
العلاقات اليمنية الغواتيمالية هي العلاقات الثنائية التي تجمع بين اليمن وغواتيمالا.

## مقارنة بين البلدين
هذه مقارنة عامة ومرجعية للدولتين:
| وجه المقارنة                                              | اليمن         | غواتيمالا       |
| --------------------------------------------------------- | ------------- | --------------- |
| المساحة (كم2)                                             | 555.00 ألف    | 108.89 ألف      |
| عدد السكان (نسمة)                                         | 28.25 مليون   | 17.26 مليون     |
| الكثافة السكانية (ن./كم²)                                 | 50.9          | 158.51          |
| العاصمة                                                   | صنعاء، عدن    | غواتيمالا       |
| اللغة الرسمية                                             | اللغة العربية | اللغة الإسبانية |
| العملة                                                    | ريال يمني     | كتزال غواتيمالي |
| الناتج المحلي الإجمالي (بليون دولار)                      | 18.21 مليار   | 75.62 مليار     |
| الناتج المحلي الإجمالي (تعادل القوة الشرائية) بليون دولار | 75.69 مليار   | 126.21 مليار    |
| الناتج المحلي الإجمالي الاسمي للفرد دولار أمريكي          | 1.41 ألف      | 3.90 ألف        |
| الناتج المحلي الإجمالي للفرد دولار أمريكي                 |               | 7.45 ألف        |
| مؤشر التنمية البشرية                                      | 0.498         | 0.627           |
| رمز المكالمات الدولي                                      | +967          | +502            |
| رمز الإنترنت                                              | .ye           | .gt             |
| المنطقة الزمنية                                           | ت ع م+03:00   | 00              |

## منظمات دولية مشتركة
يشترك البلدان في عضوية مجموعة من المنظمات الدولية، منها:
| علم المنظمة | اسم المنظمة                               | تاريخ انضمام اليمن | تاريخ انضمام غواتيمالا |
| ----------- | ----------------------------------------- | ------------------ | ---------------------- |
|             | يونسكو                                    | 2 أبريل 1962       | 2 يناير 1950           |
|             | مؤسسة التمويل الدولية                     | 22 مايو 1970       | 20 يوليو 1956          |
|             | المركز الدولي لتسوية المنازعات الاستشارية | 20 نوفمبر 2004     | 20 فبراير 2003         |
|             | منظمة حظر الأسلحة الكيميائية              | ?                  | ?                      |
|             | مؤسسة التنمية الدولية                     | 22 مايو 1970       | 27 أبريل 1961          |
|             | وكالة ضمان الاستثمار متعدد الأطراف        | 12 مارس 1996       | 11 يوليو 1996          |
|             | الاتحاد البريدي العالمي                   | ?                  | ?                      |
|             | الاتحاد الدولي للاتصالات                  | 1931               | 10 يوليو 1914          |
|             | منظمة الشرطة الجنائية الدولية             | ?                  | ?                      |
|             | الأمم المتحدة                             | 30 سبتمبر 1947     | 21 نوفمبر 1945         |
|             | البنك الدولي للإنشاء والتعمير             | 3 أكتوبر 1969      | 28 ديسمبر 1945         |

## وصلات خارجية
- موقع وزارة الخارجية الغواتيمالية